# Gasque
La gasque è una festa tradizionale della cultura universitaria svedese. Consiste in una cena formale, dove il codice di abbigliamento è tipicamente giacca e cravatta o smoking per gli uomini e abito da cocktail o abito da sera per le donne, o nelle occasioni più formali frac per gli uomini e abito da ballo con gonna lunga per le donne. La cena è preceduta da un aperitivo e seguita da un dopocena (släpp) che può includere drink e balli.
Le gasque possono essere organizzate da una unione degli studenti, una nation o da qualche altra organizzazione universitaria. Tipicamente includono riti e attività tradizionali, come l'assegnazione dei posti a tavola secondo un qualche schema particolare, canti, balli e particolari brindisi (skål) eseguiti secondo rituali tradizionali.